# Marco Manlio Vulsón
Marco Manlio Vulsón  fue un político y militar romano del siglo V a. C. perteneciente a la gens Manlia.

## Familia
Manlio fue miembro de los Manlios Vulsones, una de las ramas patricias de la gens Manlia. Fue padre del tribuno consular Publio Manlio Vulsón.

## Tribunado consular
Obtuvo el cargo de tribuno consular en el año 420 a. C., año en el que tres tribunos de la plebe llevaron a juicio al excónsul Cayo Sempronio Atratino por su desastrosa conducción de la guerra contra los volscos tres años atrás.